# Odontosoria deltoidea
Odontosoria deltoidea là một loài dương xỉ trong họ Lindsaeaceae. Loài này được Lehtonen & Tuomisto mô tả khoa học đầu tiên năm 2010.